# Municipalità locale di Cederberg
Cederberg è una municipalità locale (in inglese Cederberg Local Municipality) appartenente alla municipalità distrettuale di West Coast della provincia del Capo Occidentale in Sudafrica. 
In base al censimento del 2001 la sua popolazione è di 39.326 abitanti.
La sede amministrativa e legislativa è la città di Clanwilliam e il suo territorio si estende su una superficie di 7.338 km² ed è suddiviso in 6 circoscrizioni elettorali (wards). Il suo codice di distretto è WC012.

## Geografia fisica

### Confini
La municipalità locale di Cederberg confina a nord con quella di Matzikama, a nord e a est con quella di Hantam (Namakwa/Provincia del Capo Settentrionale) e con il District Management Areas NCDMA06, a sud con quelle di Witzenberg (Cape Winelands) e Bergrivier e a ovest con l'oceano Atlantico.

### Città e comuni
- Cederberg
- Citrusdal
- Clanwilliam
- Doringbos
- Elandsbaai
- Lambertsbaai
- Leipoldtville
- Graafwater
- Heerenlogement
- Paleisheuwel
- Ratelfontein
- Sandberg
- Uitspankraal
- Wolfhuis
- Wupperthal

### Fiumi
- Bergvallei
- Brandewyn
- Brandkraal
- Driehoek
- Elandskloof
- Heks
- Jan Dissals
- Jakkals
- Lambertshoek
- Langvlei
- Leeu
- Matjiesfontein
- Olifants
- Putslaagte
- Rondegat
- Tra – Tra
- Verlorevlei

### Dighe
- Bulshoek Dam
- Clanwilliam Dam
- Twee Damme